# Je suis à toi
Je suis à toi (Internationale titel: All Yours) is een Belgisch-Canadese film uit 2014 onder regie van David Lambert. De film ging in première op 5 juli op het Internationaal filmfestival van Karlsbad en maakte deel uit van de competitie op het Film Fest Gent 2014.

## Verhaal
De Argentijnse escortjongen Lucas verdient zijn geld door in Buenos Aires zijn lichaam te verkopen aan homoseksuele mannen. De Belgische bakker Henry neemt hem mee naar Wallonië op voorwaarde dat Lucas als knecht in zijn bakkerij komt werken. Hun relatie wordt ingewikkeld wanneer Lucas zijn oog laat vallen op de mooie Canadese Audrey.

## Rolverdeling
| Acteur                 | Personage |
| ---------------------- | --------- |
| Jean-Michel Balthazar  | Henry     |
| Nahuel Pérez Biscayart | Lucas     |
| Monia Chokri           | Audrey    |